# Dixie (filme)
Dixie é um filme estadunidense de 1943, do gênero musical, dirigido por A. Edward Sutherland e estrelado por Bing Crosby e Dorothy Lamour. O filme é vagamente baseado na vida de Daniel Decatur Emmett,
 compositor a quem é creditada a autoria da canção-título, que se tornou o hino informal dos confederados na Guerra de Secessão e é vista hoje como legítimo representante da cultura dos estados do Sul dos EUA, em que pesem as acusações de racismo, de que não conseguiu se desvencilhar.
Apesar de não ter sido um grande sucesso de público, Dixie introduziu um dos maiores clássicos de Crosby, a canção Sunday, Monday or Always, composta por Jimmy Van Heusen e Johnny Burke.

## Sinopse
O filme acompanha os passos de Daniel Decatur Emmett, em meados do século XIX, desde sua saída do Kentucky até Nova Orleans, com uma estada em Nova Iorque de permeio. Daniel está noivo de Jean Mason e deseja vencer na vida como compositor. Em sua jornada, ele encontra Mr. Bones, um acordeonista oportunista, com quem forma o primeiro conjunto de brancos pintados de negros (técnica de maquiagem conhecida como blackface) e Milie Stark, com quem se envolve sentimentalmente. Depois de uma investida fracassada em Nova Iorque, onde vende várias composições por um preço vil, Emmett retorna a Nova Orleans e apresenta a canção que se tornaria um ícone da cultura norte-americana.

## Elenco
| Ator/Atriz        | Personagem            |
| ----------------- | --------------------- |
| Bing Crosby       | Daniel Decatur Emmett |
| Dorothy Lamour    | Millie Cook           |
| Billy De Wolfe    | Mr. Jones             |
| Marjorie Reynolds | Jean Mason            |
| Lynne Overman     | Whitlock              |
| Eddie Foy Jr.     | Felham                |
| Raymond Walburn   | Cook                  |